# PYRO Smålands Krutbruk AB
PYRO Smålands Krutbruk AB är ett företag i Braås som tillverkar fyrverkerier, samt säljer importerade fyrverkerier. Företaget grundades av Jonas Grahn 1992.  